# Manuel María Camacho Medrano
Manuel María Camacho Medrano (Cochabamba, Bolivia, 5 de agosto de 1899 - Buenos Aires, Argentina, 1952), más conocido como el "gigante Camacho" fue un hombre boliviano conocido por su gran altura. En 1943 Camacho medía 2,32 metros y se dice que para el final de su vida llegó a medir 2,40 metros.

## Historia
Nació en el barrio cochabambino de Jayhuayco. Era hijo de Pablo Camacho y Juliana Medrano. En julio de 1923, cuando Manuel María tenía 23 años, se hizo conocido por su altura, al correr un rumor de que había salvado a un burro de una inundación levantándolo en sus hombros. Asustados por su descomunal altura y fuerza, los vecinos comenzaron a decir que el joven era un ser demoniaco, razón por la cual tuvo que trasladarse. Según otras fuentes, se descubrió su descomunal tamaño y fuerza luego de que un diplomático argentino en Cochabamba le pidiera ayuda para desenfangar su automóvil.
Luego de hacerse conocido, se hizo luchador y boxeador, bajo el nombre de "Macho Camacho". Se dice que incluso el Estado lo contrató para desfilar junto al ejército en el Centenario de la independencia de Bolivia.  

También trabajó en un circo argentino. El 4 de julio de 1936, al visitar la redacción del periódico La Gaceta, el periódico escribió a propósito: 
Sus pies calzaban 53, sus pantalones tenían casi la altura de un hombre corriente y el tórax lo obligaba a usar un saco muy grande. Tuvo que hacerse genuflexo ante las puertas de las oficinas, y aún al lado de las máquinas de nuestro taller parecía enorme. 
Se casó con Vicenta Gamboa y tuvo cuatro hijos: Gerardo, Apolinar, Valentina y Raúl Manuel. Según recuerda su hijo, el circo argentino en el que trabajaba su padre solía anunciar su show de la siguiente manera: 
¡Vengan a ver! ¡Al hombre más grande del mundo! ¡Come medio cordero al día y bebe agua de un turril!
Manuel murió a los 52 años en Argentina. Se desconoce el paradero de su osamenta, pero se sabe que fue expuesta en Argentina y en Estados Unidos.